# Іономери
Іономе́ри (рос. иономер, англ. ionomer) — полімери, що складаються з іономерних макромолекул (макромолекул, в яких частка структурних ланок має іонні та/або здатні до іонізації групи), в яких є відносно небагато йонних центрів. Це, зокрема, можуть бути кополімери олефіну з ненасиченою карбоновою кислотою, в якому частина карбоксильних груп нейтралізована іонами лужних або лужноземельних металів.
Мають підвищену здатність вступати в міжмолекулярні взаємодії, що зумовлює високу міцність при низькому ступені кристалічності. Такі полімери переважно нерозчинні в органічних розчинниках, відзначаються високою адгезією, добрими електроізоляційними властивостями.